# Чжао Чжунсян
Чжао Чжунсян (кит.: 赵忠祥, 16 січня 1942, Хебей — 16 січня 2020, Пекін) — китайський диктор та ведучий новин Центрального телебачення Китаю. Обіймав посаду директора радіомовлення CCTV, член 8-го, 9-го та 10-го Національного комітету Китайської народної політичної консультативної конференції, виконавчого директора Китайської асоціації охорони природи та виконавчого директора Китайської академії екологічних наук. Маньчжур за національністю.

## Біографія
У 1959 році Чжао Чжунсян став диктором на телевізійній станції Пекіна, попередниці Центрального телебачення Китаю. Він є другим телеведучим і першим диктором у Китаї. Чжао Чжунсян раніше був диктором «News Broadcast», а в кінці 1978 року став першим диктором трансляції «News Broadcast». Чжао Чжунсян брав участь у прямих трансляціях 11-го Національного дня КНР (1960 рік), 35-ї річниці Національного дня (1984 рік) та 50-ї річниці Національного дня (1999 рік).
Чжао помер у Пекіні 16 січня 2020 року, у свій 78 день народження.